# Angara-Airlines-Flug 2311
Der Angara-Airlines-Flug 2311 war ein Linienflug der russischen Angara Airlines am 24. Juli 2025 vom Flughafen Blagoweschtschensk-Ignatjewo zum Flughafen Tynda. Beim Landeanflug stürzte die Antonow An-24RW fünfzehn Kilometer von der Landebahn entfernt in einen Wald nahe Tynda in der Oblast Amur ab. Bei dem Unglück starben alle 48 Menschen an Bord, darunter 42 Passagiere sowie die sechsköpfige Besatzung. Es ist der schwerste Flugunfall in der Geschichte von Angara Airlines. 

## Flugzeug
Bei der verunfallten Maschine handelt es sich um eine An-24RW mit dem Luftfahrzeugkennzeichen RA-47315 und der Werknummer 67310502. Nach seiner Fertigstellung am 19. Januar 1976 wurde das Flugzeug am 24. Februar an Aeroflot übergeben, für welche es unter dem Luftfahrzeugkennzeichen CCCP-47315 bis November 1993 flog. Ab 1993 trug die Maschine das Luftfahrzeugkennzeichen RA-47315 und wurde bis 2021 von diversen Fluggesellschaften eingesetzt, bevor sie im Juli 2021 von Angara Airlines übernommen wurde. Die Antonow hatte eine gültige Betriebslizenz bis 2036.
In den dem Unfall vorausgehenden Jahren war das Flugzeug in insgesamt vier kleinere Zwischenfälle involviert, dabei wurde 2018 das linke Tragwerk bei einer Kollision mit einer Beleuchtungseinrichtung beschädigt.

## Flugverlauf
Laut der Nachrichtenagentur Interfax verlief die Flugroute von der Stadt Chabarowsk mit Zwischenstopp über Blagoweschtschensk nach Tynda. Zum Zeitpunkt des Absturzes näherte sich das Flugzeug seinem Zielort, als es vom Radar verschwand. Zuvor hatte es allerdings keine Probleme gemeldet. Das Flugzeug hatte bei schlechter Sicht einen erfolglosen Endanflug auf den Flughafen Tynda vorgenommen. Die Piloten wollten einen zweiten Landeversuch unternehmen, bei dem sie sich nicht bei einem Kontrollpunkt meldeten.
Die brennenden Trümmer des Flugzeugs wurden von einem Rettungshubschrauber entdeckt. Russische Medien berichteten, dass die Trümmer an einem Berghang gefunden worden seien. Auf den Flug waren 42 Passagiere gebucht, darunter fünf Kinder. Mindestens ein Passagier war chinesischer Staatsbürger.

## Unfalluntersuchung und -folgen
Die russische Staatsanwaltschaft hat wegen des Verstoßes gegen Sicherheitsbestimmungen ein Strafverfahren gegen die Fluggesellschaft eingeleitet. Beim Unfall wurde der Flugdatenschreiber der Antonow durch das Feuer zerstört, während der Stimmenrekorder erfolgreich geborgen werden konnte.
Der Absturz respektive das Alter der abgestürzten Antonow zeigt deutlich die Abhängigkeit Russlands von seinen immer älter werdenden Sowjetflugzeugen. Seit dem Russischen Überfall auf die Ukraine und den darauf folgenden  Sanktionen ist es Russland nicht mehr möglich, legal Ersatzteile für ihre modernen westlichen Flugzeuge zu beschaffen.